# ناوچه سبک تنریو
ناوچه سبک تنریو (به انگلیسی: Japanese corvette Tenryū) یک کشتی بود که طول آن ۶۷٫۴ متر (۲۲۱ فوت ۲ اینچ) بود. این کشتی در سال ۱۸۸۳ ساخته شد.